# 実質賃金
実質賃金（じっしつちんぎん, Real wages）とは、労働者が労働に応じて取った賃金が実際の社会においてどれだけの物品の購入に使えるかを示す値である。賃金から消費者物価指数を除することで求められる。このときの賃金、すなわち貨幣で受け取った賃金そのもののことを名目賃金（めいもくちんぎん, Nominal wages）という。

## 概要

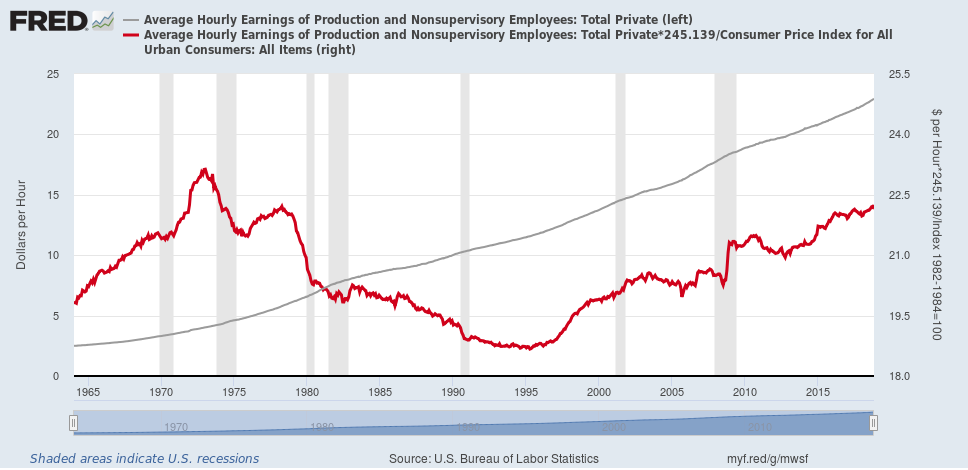
米国における労働者の実質平均時給（赤い線）および名目時給（グレーの線）の推移。名目時給は上がり続けているが、実質時給は上がったり下がったりしている。

労働者の賃金は貨幣によって支払われるが、この貨幣によって購買できる物の量は、その時の物価によって左右される。たとえ労働者に名目上の賃金として支払われる貨幣の金額が同じでも、物価の変動によって貨幣の価値は上がったり下がったりしているので、実質的な賃金は増えたり減ったりしていると言える（インフレーション・デフレーション）。そのため、労働者の賃金の変化を比較するためには、労働者が賃金として受け取った貨幣の金額（「名目賃金」）を単純に比較するだけでは駄目で、名目賃金から物価上昇や下落などの物価変動部分を取り除き、実質的な賃金（「実質賃金」）の数値を算出する必要がある。
労働者が貨幣として受け取る賃金（「名目賃金」、いわゆる「現ナマ」）の金額が上がったり下がったりする方が、「給料が上がった」「給料が下がった」という労働者の実感に近く、一般社会で「賃金」と言った場合は「名目賃金」を指すことが多いが、国家の経済を分析する上においては、物価の変動を考慮した実質的な賃金の数値を用いないと、その国の年ごと・月ごとの労働者の賃金の比較はできず、また2国間の相対的な労働者の賃金の比較もできない。そのためこれらの用途には、「賃金」の数値としては「実質賃金」の数値が主に使われる。
なお、物価の変動を考慮せず、名目上の賃金が上がったり下がったりしたことのみをもって「給料が上がった」「給料が下がった」と考えるのは、人間の錯覚であるが（貨幣錯覚）、実質賃金が下がっている（名目賃金の上昇以上に物価が高くなっている）にもかかわらず散財してしまったり、実質賃金が上がっている（名目賃金の下降以上に物価が安くなっている）にもかかわらず貯蓄してしまったりして、労働者の消費活動に影響を与えるので、経済の指標としては「名目賃金」の値も重要となっている。

## 日本における実質賃金の扱い
日本国においては、厚生労働省が「毎月勤労統計調査」において毎月の実質賃金の指数を算出している。経済の指標としてだけでなく、雇用保険や労災保険、事故にあった際の補償額を算出するときなどにも使われている。なお、2019年現在公開されている実質賃金指数は、平成12年（2000年）の実質賃金の数値を100としたもの。
日本ではオイルショック、バブル崩壊、消費税率5%への引き上げなどの後の景気後退期には、実質賃金の上昇率はマイナスとなっている。ただし2002-2007年の景気拡大期では、実質賃金の上昇率はマイナスとなっている。
経済学者の岩田規久男は「実質賃金の上昇率は、景気拡大期には高くなる傾向があり、景気後退期には低くなる傾向がある。実質賃金の変化は景気と連動している」と指摘している。また岩田は「実質賃金上昇率は実質経済上昇率とほぼ同じ方向に動いている。ただし、2002年以降は関係がはっきりしなくなった。日本では2002年、2004年、2007年と実質経済成長率はプラスであったが、実質賃金は低下している」とも指摘している。
エコノミストの永濱利廣は、実質賃金は従業員の景気実感を判断する指標とする向きもあるが、この統計の元になる名目賃金は労働時間が短く平均賃金より低い雇用者数が増加すると、すでに働いている人の賃金が下がらなくても低下してしまう。このため、最低賃金やアメリカの単位当たり賃金データは、時間当たり賃金で測られるのが一般的であるとしている。
永濱利廣は、日・米・ユーロ圏の月平均総実労働時間の推移を比較すると、日本だけ働き方改革に伴う労働時間規制が強化された2010年代後半以降、急速に労働時間が減少していることがわかる。日本の実質賃金を欧州並みにあげるのであれば、労働生産性を高めることや労働分配率や交易条件に加えて、労働時間のマイナス寄与を縮小させることが必要であるとしている。労働時間のマイナス寄与を縮小させるには、行き過ぎた労働時間規制の緩和が効果的であり、過重労働を抑制することも重要だが、もっと働きたい人の労働供給を抑制してしまってはいけないとしている。

### 毎月勤労統計調査における実質賃金の値の注意点
2018年末に発覚した「毎月勤労統計の不正調査問題」において、毎月勤労統計調査における2004年以降の実質賃金の値は不正であることが明らかになった（詳しくは毎月勤労統計調査の項目を参照）。不正調査を行った厚生労働省自身の問題に加え、その公表された数値次第では安倍晋三首相の経済政策「アベノミクス」の成否に関わるということで、2019年前半における与野党の主な政争の具と化していることもあって、不正の調査が進んでおらず、統計法に基づく国の基幹統計であるにもかかわらず、2004年以降の日本の実質賃金に関しては不明な点が多くなっている。
また、2018年1月より毎月勤労統計の調査方式が変更されているため、以前の調査で得られた値との単純比較が出来なくなっている。「アベノミクスの成果をよく見せるため、厚生労働省が政府を忖度して、実質賃金の値が実勢よりも上振れするように調査方式を変更した」との疑念を野党やマスコミなどが呈しており、「より実勢に近い」と野党が考える調査方法で算出した場合での実質賃金の公表を求めているが、公表されていない。
2019年3月現在、「毎月勤労統計の不正調査問題」に関しては「調査中」ということになっている。
- 2004年からの2011年にかけての値は不正

「毎月勤労統計調査」においては、厚生労働省が統計法に基づき、昭和30年（1955年）より毎月、日本における「現金給与総額指数」と「定期給与指数」の調査を行っているはずだった。しかし、2004年以降の調査において、500人以上の大規模事業所に対しては全数調査をしないといけなかったところ、実際は一部の事業所のサンプル調査しかしていなかったという不正が2018年末に明らかになった（毎月勤労統計の不正調査問題）。
データ補正が可能な2012年以降のデータに関しては再集計され、正確と考えられる値が算出されたが（あくまで補正された数値であり、全数調査による本当に正確な数値ではない）、2004年から2011年にかけてはデータが紛失・廃棄されていたため、2004年から2011年にかけての日本の正確な実質賃金の値は不明となった。そのため、日本国においては、2004年から2017年12月分以前における労働者の賃金の変化を比較する際には、データ補正をしない「不正」な数値との比較をせざるを得なくなっている。
2018年の実質賃金は再集計され、正確な値が算出されているとされている。
- 2018年1月より調査方式が変更

2018年1月より調査方式が変更されている。そのため、2018年1月以前と以後の実質賃金の値の比較が出来なくなっている点に注意が必要である。
例えば、30人以上の中規模事業所に対する調査方式が、調査対象を3年ごとに全て入れ替える従来の「総入れ替え方式」から、1年ごとに1/3を入れ替える「部分入替え方式（ローテーション・サンプリング）」に変更された。中規模事業所に対するサンプリング調査では、業績が悪化した企業が倒産などするにつれてサンプルから脱落するので、業績の良い企業だけがサンプルとして残る生存バイアスによって、実勢よりも高い実質賃金の数値が出るようになっていく。そのため定期的にサンプルを入れ替える必要があるが、それまで行われていた、2-3年ごとに全てのサンプルを入れ替える「総入れ替え方式」では、数年ごとの標本総入れ替え時に、それ以前の実質賃金の値と大きな変動幅が生じることが問題となっていた。一方「部分入替え方式」では変動幅は小さくなるものの、入れ替え作業の予算や手間が増える問題があるので、従来は「総入れ替え方式」が採用されていた。しかし2015年の総入れ替え時に平均賃金伸び率に大きな下ぶれがあったことが契機に、「部分入替え方式」に改められた。ただし、この変更には有識者の間にも肯定意見と否定意見があった。
また、「常用労働者」の定義が変更され、臨時や日雇いの労働者が常用労働者から除外されることになった。日雇い労働者は一般に賃金が低いため、これを調査対象から外すことで平均賃金上がる可能性があるとの指摘がある。
また、大企業の比率を増やし中小企業を減らすデータ補正なども行われており、これによって2018年1月の調査では、本来ならサンプルの入れ替えによって実質賃金が下振れするはずにもかかわらず、以前の調査と比較して平均賃金伸び率が大きく上振れするという、異様な数値が出ることになった。数値は「毎月勤労統計の不正調査問題」の発覚後に再集計されたが、それでも2018年の年間の数値は「0.2%増」との試算を政府は行っている。
2019年1月以降の毎月勤労統計調査における実質賃金の値に関しては、調査形式が変更されて1年以上経っているので、前年同月との実質賃金指数の比較などが機能するようになっている。